# Amón (judský král)
Amón (hebrejsky: אָמוֹן‎, Amon) byl z Davidovské dynastie v pořadí čtrnáctý král samostatného Judského království. Jeho jméno se vykládá jako „Věrný“, případně jako „Řemeslník“. Dle názoru moderních historiků a archeologů král Amón vládl asi v letech 641 až 640 př. n. l. Podle kroniky Davida Ganse by však jeho kralování mělo spadat do let 3283–3285 od stvoření světa neboli do rozmezí let 479–476 před naším letopočtem, což odpovídá 2 letům vlády, jak je uvedeno v Tanachu.
Amón byl synem krále Menašeho a jeho ženy Mešulemet. Na judský trůn v Jeruzalémě usedl ve svých 22 letech a vrátil se zpět k původnímu modlářství svého otce. Talmud dokonce uvádí, že se dopustil soulože se svou vlastní matkou z důvodu, aby dal najevo své pohrdání Tórou. Po dvou letech vlády byl zavražděn svými služebníky. Proti palácovému spiknutí se však postavil „lid země“, který na judský trůn dosadil Amónova syna Jóšijáše.